# Kanton Vezzani
Der Kanton Vezzani war bis 2015 ein französischer Wahlkreis im Arrondissement Corte, im Département Haute-Corse und in der Region Korsika. Sein Hauptort war Vezzani.
Der sieben Gemeinden umfassende Kanton war 191,45 km² groß und hatte 1427 Einwohner (Stand: 2012).

## Gemeinden
| Gemeinde    | Einwohner | Code postal | Code Insee |
| ----------- | --------- | ----------- | ---------- |
| Aghione     | 245       | 20270       | 2B002      |
| Antisanti   | 418       | 20270       | 2B016      |
| Casevecchie | 68        | 20270       | 2B075      |
| Noceta      | 54        | 20219       | 2B177      |
| Pietroso    | 287       | 20242       | 2B229      |
| Rospigliani | 78        | 20219       | 2B263      |
| Vezzani     | 300       | 20242       | 2B347      |